# Birkert
Birkert ist der nördlichste Ortsteil der Gemeinde Brombachtal im südhessischen Odenwaldkreis.

## Geografische Lage
Birkert liegt nördlich und südlich der Birkerter Bach, der, von der nahen Wasserscheide der Gersprenz kommend, nach Osten über die Kinzig der Mümling zufließt. Östlich der Ortslage liegt der bewaldete Rücken des Müllert (323 Meter hoch) und südlich liegt der 339 Meter hohe ebenfalls bewaldete Kirchberg.

## Geschichte

Bekanntmachung der Vereinigung der beiden Ortshälften im Großherzoglich Hessischen Regierungsblatt 1892, S. 79

### Ortsgeschichte
Das Bestehen des Ortes ist unter dem Namen Birkunhart seit 1012 urkundlich bezeugt. Entlang der Wasserscheide westlich des Ortes verlief eine als Hohe Straße und Alte Erbacher Straße bezeichnete Altstraße. Lange Zeit war die Herrschaft über Birkert zweigeteilt. Ein Teil zählte zum kurpfälzischen Oberamt Otzberg, die sogenannte „Habitzheimer Seite“ und ein Teil zur Zent Kirch-Brombach der Herrschaft Breuberg.
Im 19. Jahrhundert bestand Birkert in der Folge aus zwei verschiedenen Gemeinden und Gemarkungen. Am 1. April 1893 kam es zum Zusammenschluss der beiden Teilorte zur Gemeinde Birkert. Seitdem lässt sich immer noch an den Straßennamen ablesen, welcher Teilort welcher Herrschaft zugeordnet war: südlich des Bachs liegt die Breuberger Straße und nördlich liegt die Pfälzer Straße.
Im Jahr 1806 kamen beide Orte an das Großherzogtum Hessen. Nach Auflösung der alten Amtsstruktur 1822 fielen sie in den Zuständigkeitsbereich des Landgerichts Höchst, nach der Reichsjustizreform von 1877 ab 1879 in den des Amtsgerichts Höchst im Odenwald.
Hessische Gebietsreform 1971–1977
Am 1. Oktober 1971 fusionierte die Gemeinde Birkert im Zuge der Gebietsreform in Hessen freiwillig mit vier Nachbargemeinden zur neuen Gemeinde Brombachtal.
Für den Ortsteile Birkert wurde ein Ortsbezirk mit Ortsbeirat und Ortsvorsteher nach der Hessischen Gemeindeordnung gebildet.

### Verwaltungsgeschichte im Überblick
Die folgende Liste zeigt die Staaten und Verwaltungseinheiten, denen Birkert angehört(e):
- vor 1803: Heiliges Römisches Reich, geteilt in (Habitzheimer Seite: Kurpfalz, Oberamt Otzberg; Breuberger Seite, Zent Kirch-Brombach)
- ab 1803: Heiliges Römisches Reich, geteilt in (Habitzheimer Seite: landgrafschaft Hessen-Darmstadt,[Anm. 3] Oberamt Otzberg; Breuberger Seite, Zent Kirch-Brombach)
- ab 1805: Heiliges Römisches Reich, geteilt in (Habitzheimer Seite: Herren von Löwenstein-Wertheim (durch Tausch), Amt Habitzheim; Breuberger Seite, Zent Kirch-Brombach)
- ab 1806: Großherzogtum Hessen,[Anm. 4] Fürstentum Starkenburg, Amt Breuberg (zur Standesherrschaft Löwenstein-Wertheim gehörig)
- ab 1815: Großherzogtum Hessen[Anm. 5], Provinz Starkenburg, Amt Breuberg (zur Standesherrschaft Löwenstein-Wertheim gehörig)
- ab 1822: Großherzogtum Hessen, Provinz Starkenburg, Landratsbezirk Breuberg[Anm. 6]
- ab 1848: Großherzogtum Hessen, Regierungsbezirk Erbach
- ab 1852: Großherzogtum Hessen, Provinz Starkenburg, Kreis Neustadt
- ab 1871: Deutsches Reich, Großherzogtum Hessen, Provinz Starkenburg, Kreis Neustadt
- ab 1874: Großherzogtum Hessen, Provinz Starkenburg, Kreis Erbach
- ab 1918: Deutsches Reich (Weimarer Republik), Volksstaat Hessen, Provinz Starkenburg, Kreis Erbach
- ab 1938: Deutsches Reich, Volksstaat Hessen, Landkreis Erbach[9][Anm. 7]
- ab 1945: Amerikanische Besatzungszone,[Anm. 8] Groß-Hessen, Regierungsbezirk Darmstadt, Landkreis Erbach
- ab 1946: Amerikanische Besatzungszone, Hessen, Regierungsbezirk Darmstadt, Landkreis Erbach
- ab 1949: Bundesrepublik Deutschland, Hessen, Regierungsbezirk Darmstadt, Landkreis Erbach
- ab 1971: Bundesrepublik Deutschland, Hessen, Regierungsbezirk Darmstadt, Landkreis Erbach, Gemeinde Brombachtal[Anm. 9]
- ab 1972: Bundesrepublik Deutschland, Hessen, Regierungsbezirk Darmstadt, Odenwaldkreis, Gemeinde Brombachtal

## Bevölkerung

### Einwohnerstruktur 2011
Nach den Erhebungen des Zensus 2011 lebten am Stichtag dem 9. Mai 2011 in Birkert 231 Einwohner. Darunter waren 9 (3,9 %) Ausländer. Nach dem Lebensalter waren 48 Einwohner unter 18 Jahren, 81 waren zwischen 18 und 49, 60 zwischen 50 und 64 und 36 Einwohner waren älter. Die Einwohner lebten in 102 Haushalten. Davon waren 27 Singlehaushalte, 30 Paare ohne Kinder und 36 Paare mit Kindern, sowie 9 Alleinerziehende und keine Wohngemeinschaften. In 21 Haushalten lebten ausschließlich Senioren und in 69 Haushaltungen lebten keine Senioren.

### Einwohnerentwicklung
- 1730: 10 wehrfähige Männer[2]

| Birkert: Einwohnerzahlen von 1829 bis 2020 | Birkert: Einwohnerzahlen von 1829 bis 2020 | Birkert: Einwohnerzahlen von 1829 bis 2020 | Birkert: Einwohnerzahlen von 1829 bis 2020 | Birkert: Einwohnerzahlen von 1829 bis 2020 |
| --- | ------------------------------------------ | ------------------------------------------ | ------------------------------------------ | ------------------------------------------ |
| Jahr |                                            |                                            |                                            | Einwohner                                  |
| 1829 | 1829                                       |                                            | 174                                        | 174                                        |
| 1834 | 1834                                       |                                            | 178                                        | 178                                        |
| 1840 | 1840                                       |                                            | 187                                        | 187                                        |
| 1846 | 1846                                       |                                            | 182                                        | 182                                        |
| 1852 | 1852                                       |                                            | 173                                        | 173                                        |
| 1858 | 1858                                       |                                            | 164                                        | 164                                        |
| 1864 | 1864                                       |                                            | 176                                        | 176                                        |
| 1871 | 1871                                       |                                            | 170                                        | 170                                        |
| 1875 | 1875                                       |                                            | 180                                        | 180                                        |
| 1885 | 1885                                       |                                            | 164                                        | 164                                        |
| 1895 | 1895                                       |                                            | 166                                        | 166                                        |
| 1905 | 1905                                       |                                            | 157                                        | 157                                        |
| 1910 | 1910                                       |                                            | 168                                        | 168                                        |
| 1925 | 1925                                       |                                            | 191                                        | 191                                        |
| 1939 | 1939                                       |                                            | 147                                        | 147                                        |
| 1946 | 1946                                       |                                            | 192                                        | 192                                        |
| 1950 | 1950                                       |                                            | 200                                        | 200                                        |
| 1956 | 1956                                       |                                            | 175                                        | 175                                        |
| 1961 | 1961                                       |                                            | 177                                        | 177                                        |
| 1967 | 1967                                       |                                            | 168                                        | 168                                        |
| 1970 | 1970                                       |                                            | 175                                        | 175                                        |
| 1980 | 1980                                       |                                            | ?                                          | ?                                          |
| 1990 | 1990                                       |                                            | ?                                          | ?                                          |
| 2000 | 2000                                       |                                            | ?                                          | ?                                          |
| 2011 | 2011                                       |                                            | 231                                        | 231                                        |
| 2020 | 2020                                       |                                            | 214                                        | 214                                        |
| Datenquelle: Historisches Gemeindeverzeichnis für Hessen: Die Bevölkerung der Gemeinden 1834 bis 1967. Wiesbaden: Hessisches Statistisches Landesamt, 1968. Weitere Quellen: LAGIS; Zensus 2011 |                                            |                                            |                                            |                                            |

### Historische Religionsangehörigkeit
Im Jahre 1961 wurden 161 evangelische (90,96 %) und 11 katholische (6,21 %) Christen gezählt.

## Sehenswürdigkeiten und Kultur
Das ehemalige Schulhaus von 1903 mit Bürgermeisterei in der Kinziger Straße 8 steht unter Denkmalschutz, ebenso wie zwei Häuser in der Breuberger Straße und die beiden Dorfbrunnen, je einer auf der Pfälzer und einer auf der Breuberger Seite gelegen.
Am letzten Wochenende im Juni findet das Erdbeerfest statt.

## Infrastruktur
Der Löschwasserteich in der Schwimmbadstraße wurde in der Art eines Schwimmbeckens angelegt.
Von Osten führt die Kreisstraße K 87 nach Birkert und endet hier. Sie zweigt von der K 86 ab, die von Kirchbrombach, dem Sitz der Gemeindeverwaltung, kommt.